# Aymard de Foucauld
Pour les articles homonymes, voir Foucauld.
Pour les autres membres de la famille, voir Famille de Foucauld.
Aymard Hippolyte de Foucauld (né le 5 septembre 1824 à Allassac en Corrèze en France, mort à la bataille de San Pablo del Monte au Mexique le 5 mai 1863) est un chef d'escadron de l'armée française.

## Biographie

### Famille et formation
Son père, Martial de Foucauld de Malembert (1786-1853), ancien officier sous le Premier Empire et la Restauration, démissionne de l’armée lors de l’avènement de la Monarchie de Juillet.
Formé au Petit Séminaire de Brive la Gaillarde, en même temps que son ami Élie Dufaure, Aymard Foucauld intègre l’école de Saint-Cyr au sein de la 27e promotion (1843-1845), baptisée « Promotion d'Isly », celle-là même qui s'est distinguée par son chant de triomphe « la Galette ».

### Carrière militaire

#### Campagne d'Italie et Algérie
Versé dans la cavalerie, formé à l'école de cavalerie de Saumur, dont il est promu en 1845, Aymard Foucauld passe brièvement par le 9e régiment de hussards, puis il intègre le 6e régiment de hussards où il sert jusqu’en 1857. À cette date, il est muté au 2e régiment de chasseurs d'Afrique et il prend part avec cette unité à la campagne d'Italie. À l'issue de cette dernière, il reçoit à ce titre la médaille « ad valorem » et la médaille commémorative d’Italie en 1859. Il participe, la même année, en Algérie, à une expédition contre les Beni-Snassen, avant de recevoir le commandement de la place de Nemours, non loin de la frontière algéro-marocaine.

#### Campagne du Mexique

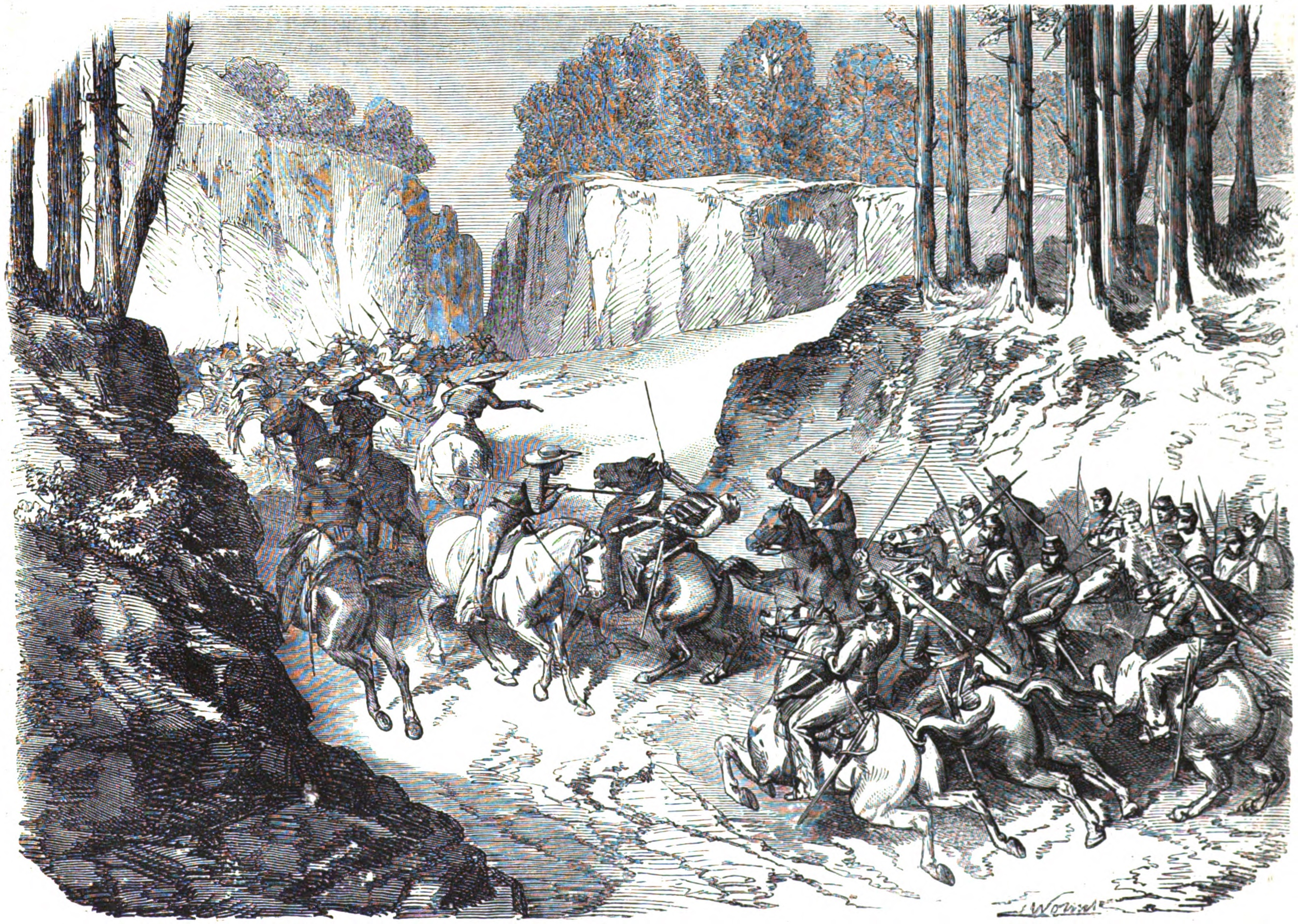
Combat de San Pablo del Monte : Mort du commandant Aymard de Foucauld (L'Illustration, supplément ao nº 1.063, 11 juillet 1863.

Aymard de Foucauld quitte l'Algérie pour rejoindre le Mexique au printemps 1862 à la tête d’un détachement du 2e régiment de chasseurs d’Afrique. Il est chargé du commandement de la cavalerie au Mexique jusqu'à l'arrivée des renforts conduits par le général Forey. Il se distingue au cours de nombreux combats et opérations par des actions d’éclat et se fait remarquer par son audace, ce qui lui vaut d’être nommé chevalier de la Légion d’honneur.
Promu chef d'escadron par décret du 14 mars 1863, par le général Forey, il est versé au 1er régiment de chasseurs d'Afrique. Forey affirme : « Cet officier, à la tête de deux pelotons de cavaliers (48 hommes) venait de disperser les tirailleurs guerilleros qui l'avaient assailli d'un feu très nourri, quand il se trouva en face d'escadrons réguliers de Zacatecas qui marchaient à sa rencontre, il chargea sans hésiter ».  
Le 5 mai 1863, l'approche des forces mexicaines est signalée sur toute la ligne d'investissement du nord, depuis San Domingo jusqu'à La Resurrección. Un millier de cavaliers appuyés par de l'infanterie et de l'artillerie, s'étant montrés près de San Pablo del Monte, le général L'Hériller dirige contre eux l'escadron de chasseurs d'Afrique. Cet escadron est commandé par Aymard de Foucault qui reçoit l'ordre d'empêcher la cavalerie mexicaine de ravitailler Puebla, forçant l'ennemi à se replier vers l'hacienda d'Acupilco. Foucauld charge à trois reprises les escadrons mexicains. Atteint mortellement à la poitrine d'un coup de lance, il meurt peu de temps après devant Puebla, le 5 mai 1863.  
Lors de la charge menée à bataille de San Pablo del Monte, où se distingue également le capitaine Oswald Bénigne de Montarby qui rallie l'escadron de Foucault et le ramène plusieurs fois encore sur la cavalerie mexicaine, l’étendard des lanciers de Durango est enlevé. Le combat de San Pablo, déclenché à son initiative empêche une importante colonne mexicaine aux ordres du général Comonfort de ravitailler Puebla assiégée. Chaque camp regagne ses positions, les Mexicains perdent vingt hommes, vingt prisonniers et un drapeau, tandis que les Français perdent un officier (Foucauld) et trois hommes tués, ainsi que deux officiers et dix hommes blessés.
SAN PABLO DEL MONTE figure en lettres d'or sur l'étendard du 1er régiment de Chasseurs d'Afrique qui demeure le seul régiment de cavalerie française à être décoré de la Légion d'Honneur et cela en souvenir du combat de San Pablo del Monte.

## Distinctions
- Chevalier de la Légion d'honneur (3 janvier 1863)[4]
- Médaille commémorative de la campagne d'Italie (1859)

## Sources
- Emmanuel Dufour (préf. Jean-François Lecaillon), Aymard de Foucauld (1824-1863) : De Saint-Cyr et Saumur à la campagne du Mexique, itinéraires d'un officier de cavalerie du Second Empire, Cahors, La Louve éditions, 2016, 413 p. (ISBN 978-2-916488-56-1)

- Christian Bourdeille, L'intervention française au Mexique (1862-1867), Paris, Éditions du Cerf, coll. « Patrimoines », 2019, 206 p. (ISBN 978-2-204-13028-8, lire en ligne).

- Gustave Léon Niox, Expédition du Mexique, 1861-1867; récit politique & militaire, Paris, 1874

- V. B., « Le commandant de Foucault [sic] », L'Illustration,‎ 19 septembre 1863 (lire en ligne)